# Gashiga
Gashiga est une commune du Cameroun située dans la région du Nord et le département de la Bénoué. Elle couvre l'arrondissement de Demsa.

## Structure administrative de la commune
Outre l'espace urbain de Gashiga et ses quartiers, la commune compte 70 villages.
- Bachéoré
- Bamanga
- Barkehi
- Bilassi7
- Boïssire
- Bolki
- Djamarena
- Djamboutou Ngoutchoumi
- Djamboutou Yarmi
- Djirladje
- Fessago
- Guibdjol
- Hossere Fowrou
- Katako-Demsa
- Kessoure Abba Iya
- Koléré
- Kossoumo
- Labbare
- Lo-Nderou
- Mayami
- Mayo Djaredi
- Mayo Doumsi
- Mayo Sahel
- Mbilla
- Ngalaba
- Ouro Bobboy
- Ouro Dallam
- Ouro Gadji
- Ouro Garga (Sabongri)
- Ouro Harissou
- Ouro Inine
- Ouro Iya
- Ouro Moufou
- Pakete
- Pamtchi
- Pomla Manga
- Pomla Petel
- Tapare
- Tchiifel
- Tirsi
- Toro
- Windé Hale
- Yarmi